# Krásno nad Kysucou
Krásno nad Kysucou es un municipio del distrito de Čadca en la región de Žilina, Eslovaquia, con una población estimada a final del año 2024 de 6506 habitantes.
Se encuentra ubicado al noroeste de la región, cerca del curso alto del río Váh (cuenca hidrográfica del Danubio) y de la frontera con la República Checa y Polonia.

## Demografía
| Año        | 1994 | 2004    | 2014    | 2024    |
| ---------- | ---- | ------- | ------- | ------- |
| Población  | 6863 | 7038    | 6831    | 6506    |
| Diferencia |      | +2,54 % | −2,94 % | −4,75 % |

| Año        | 2023 | 2024    |
| ---------- | ---- | ------- |
| Población  | 6544 | 6506    |
| Diferencia |      | −0,58 % |